# Воробей, Александр Михайлович
Алекса́ндр Миха́йлович Воробе́й (бел. Аляксандр Міхайлавіч Варабей; 23 мая 1957 — апрель 2007) — советский белорусский легкоатлет, специалист по стипльчезу. Выступал за сборную СССР по лёгкой атлетике в конце 1970-х — начале 1980-х годов, призёр первенств всесоюзного и республиканского значения, действующий рекордсмен Белоруссии в беге на 3000 метров с препятствиями, участник летних Олимпийских игр в Москве. Мастер спорта СССР международного класса.

## Биография
Александр Воробей родился 3 мая 1957 года. Детство провёл в посёлке Будавник Хойникского района Гомельской области Белорусской ССР.
Занимался лёгкой атлетикой в Хойниках в местной Детско-юношеской спортивной школе под руководством тренера Валерия Юльяновича Кудрицкого. Впоследствии постоянно проживал в Гомеле, окончил Гомельский государственный университет. Был подопечным заслуженного тренера Белоруссии Николая Петровича Толстопятова.
Впервые заявил о себе на всесоюзном уровне в сезоне 1979 года, когда на зимнем чемпионате СССР в Минске выиграл бронзовую медаль в беге на 2000 метров с препятствиями.
В июле 1980 года стал серебряным призёром в беге на 3000 метров с препятствиями на Мемориале братьев Знаменских в Москве, установив при этом ныне действующий рекорд Белоруссии — 8.25,2. Благодаря череде удачных выступлений удостоился права защищать честь страны на домашних летних Олимпийских играх в Москве, где в программе стипльчеза сумел дойти до стадии полуфиналов.

К московской Олимпиаде Саша подошёл в великолепной спортивной форме. Неплохо пробежал он в четвертьфинале, легко пробившись в полуфинальный забег. А вот перед полуфиналом он элементарно «перегорел» — от волнения ночь практически не сомкнул глаз, всё думал, прикидывал как да что. В общем, на старт полуфинального забега Саша вышел не в самой лучшей готовности. И его результат — 8.37,0 стал первым из лишних, не попавших в главный финал. Обидно до слёз, ведь он в то время был готов показать куда более быстрые минуты и секунды, я видел это по его состоянию, и Олимпиада вполне могла стать медальным пиком его карьеры…— Николай Толстопятов
После московской Олимпиады Воробей остался действующим спортсменом и продолжил принимать участие в крупных легкоатлетических стартах. Так, в 1981 году он занял третье место в матчевой встрече со сборной США в Ленинграде, получил серебро на чемпионате СССР в Москве.
В 1982 году выиграл международный турнир в Котбусе.
За выдающиеся спортивные достижения удостоен почётного звания «Мастер спорта СССР международного класса».
После завершения спортивной карьеры работал на административных должностях в спортивном обществе «Динамо». Офицер милиции.

## Память
- В Хойниках проводится турнир по лёгкой атлетике памяти Александра Воробья.